# Hajnal Zoltán
Hajnal Zoltán (Cegléd, 1933. szeptember 11. –) magyar geofizikus, geológus. A Magyar Tudományos Akadémia külső tagja (2001).

## Életpályája
Általános és középiskolai tanulmányait Magyarországon végezte el. Az 1956-os forradalom idején a Soproni Egyetem negyedéves hallgatója volt. A forradalom bukásakor elhagyta az országot; a kanadai Saskatchewan-ba utazott. Egyetemi tanulmányait a Saskatchevan Egyetemen fejezte be 1961-ben. 1963–1965 között Calgary-ban, a Chevron Standardnál dolgozott geofizikus kutatóként. 1970-ben PhD fokozatot szerzett szeizmológiából a Manitoba Egyetemen. 1970–1973 között a Saskatchewan Egyetem geológiai tanszékén tanársegéd volt, 1973–1979 között docens volt, 1979-től professzora, 2001-től professor emeritusa. 1981–1983 között a Kanadai Geofizikus Szövetség elnöke volt. 1990–2003 között a Trans-Hudson Orogeny ősi paleozoikumi ütközési zónát tanulmányozó csoportot vezette. 2001 óta tiszteleti tagja a Magyar Geofizikai Társaságnak és külső tagja a Magyar Tudományos Akadémiának.
Kutatási területe a szeizmikus módszerek meghonosítása keménykőzetes környezetben; a jelfeldolgozás, geofizikai, geokémiai és geológiai adatok integrált elemzése.

## Művei
- Tectonic framework of a Paleoproterozoic arc-continent to continent-continent collision zone, Trans-Hudson Orogen, from geological and seismic reflection studies (2005)
- High resolution seismic survey from the McArthur River region; contributions to mapping the complex P2 uranium ore zone, Athabasca Basin Saskatchewan (2007)
- Application of modern 2-D and 3-D seismic- reflections in the Athabasca Basin (2010)

## Díjai
- a Saskatchewani Geológiai Társaság Geotudományi Honor Roll díja (2007)
- Meritorious Service Award (2010)
- Tuzo Wilson Medal (2013)
- a Saskatchewan Egyetem Életműdíja (Prime of Life Achievement Award, University of Saskatchewan, R. A. 2014)